# Église Saint-Victor du Plessis-Placy
L'église Saint-Victor est une église paroissiale catholique situé dans la commune du Plessis-Placy, dans le département de Seine-et-Marne, en France. Dédié à saint Victor, l'édifice actuel est bâti à partir du XIIIe siècle à l'écart du bourg de Plessis-Placy. Inscrite aux Monuments historiques en 1986, elle abrite également du mobilier classé.

## Mobilier

### Pierre tombale
L'église abrite la pierre tombale de Vincent, curé de la paroisse aux XVIe et XVIIe siècles. La dalle gravée à l'effigie du défunt est classée monument historique depuis 1977. 

### Martyre de saint Victor
L'église abrite également un retable en plâtre sculpté datant de 1707. Il représente le martyre de saint Victor et fut classé monument historique en 1908.

### Vitrail de sainte Barbe
Un des vitraux de l'église représente sainte Barbe et sa tour. Cette verrière de forme circulaire date du XVIe siècle et est classée monument historique depuis 1908.